# Alexa Grasso
Karen Alexa Grasso Montes (ur. 9 sierpnia 1993 w Guadalajarze) – meksykańska zawodniczka mieszanych sztuk walki. W latach 2023-2024 mistrzyni UFC w wadze muszej.

## Osiągnięcia

### Mieszane sztuki walki
- Ultimate Fighting Championship
  - 2023-2024: Mistrzyni UFC w wadze muszej[4][5]

- MMAJunkie.com
  - 2015: Walka miesiąca luty vs. Mizuki Inoue[6]
  - 2023: Zawodniczka roku[7]
- Invicta Fighting Championships
  - Bonus za walkę wieczoru (raz) vs. Mizuki Inoue
  - Bonus za występ wieczoru (raz) vs. Jodie Esquibel
- Sherdog
  - 2023: Poddanie roku vs. Walentina Szewczenko[8]
- MMAFighting.com
  - 2023: Poddanie roku vs. Walentina Szewczenko[9]
- Cageside Press
  - 2023: Zawodniczka roku[10]
  - 2023: Poddanie roku vs. Walentina Szewczenko[11]
- World MMA Awards
  - 2023: Zawodniczka roku[12]
  - 2023: Poddanie roku  vs. Walentina Szewczenko na UFC 285[12]
  - 2023: Niespodzianka Roku vs. Walentina Szewczenko na UFC 285[12]
- Wrestling Observer Newsletter
  - 2023: MVP Kobiet MMA[13]

## Lista zawodowych walk MMA
| Wynik     | Bilans | Przeciwnik (bilans przed walką) | Rozstrzygnięcie                | Runda | Czas | Rozgrywki                                                           | Data       | Miejsce     | Uwagi                                                                            |
| --------- | ------ | ------------------------------- | ------------------------------ | ----- | ---- | ------------------------------------------------------------------- | ---------- | ----------- | -------------------------------------------------------------------------------- |
| Przegrana | 16-5-1 | Natália Silva (18-5-1)          | Decyzja (jednogłośna)          | 3     | 5:00 | UFC 315                                                             | 10.05.2025 | Montreal    |                                                                                  |
| Przegrana | 16-4-1 | Walentina Szewczenko (23-4-1)   | Decyzja (jednogłośna)          | 5     | 5:00 | UFC 306                                                             | 14.09.2024 | Las Vegas   | Straciła pas mistrzowski UFC w wadze muszej. Co-Main Event                       |
| Remis     | 16-3-1 | Walentina Szewczenko (23-4)     | Remis (niejednogłośny)         | 5     | 5:00 | UFC Fight Night: Grasso vs. Shevchenko 2                            | 16.09.2023 | Las Vegas   | Zachowała mistrzostwo UFC w wadze muszej. Main Event.                            |
| Wygrana   | 16-3   | Walentina Szewczenko (23-3)     | Poddanie (duszenie zza pleców) | 4     | 4:34 | UFC 285                                                             | 04.03.2023 | Las Vegas   | Zdobyła mistrzostwo UFC w wadze muszej. Bonus za występ wieczoru. Co-Main Event. |
| Wygrana   | 15-3   | Viviane Araújo (11-3)           | Decyzja (jednogłośna)          | 5     | 5:00 | UFC Fight Night: Grasso vs. Araújo                                  | 15.10.2022 | Las Vegas   | Main Event                                                                       |
| Wygrana   | 14-3   | Joanne Calderwood (15-7)        | Poddanie (duszenie zza pleców) | 1     | 3:57 | UFC on ESPN: Blaydes vs. Daukaus                                    | 26.03.2022 | Columbus    |                                                                                  |
| Wygrana   | 13-3   | Maycee Barber (8-1)             | Decyzja (jednogłośna)          | 3     | 5:00 | UFC 258                                                             | 13.02.2021 | Las Vegas   |                                                                                  |
| Wygrana   | 12-3   | Ji Yeon Kim (9-2-2)             | Decyzja (jednogłośna)          | 3     | 5:00 | UFC Fight Night: Smith vs. Rakić                                    | 29.08.2020 | Las Vegas   | Debiut w wadze muszej.                                                           |
| Przegrana | 11-3   | Carla Esparza (14-6)            | Decyzja (większościowa)        | 3     | 5:00 | UFC Fight Night: Rodríguez vs. Stephens                             | 21.09.2019 | Meksyk      | Bonus za walkę wieczoru.                                                         |
| Wygrana   | 11-2   | Karolina Kowalkiewicz (12-4)    | Decyzja (jednogłośna)          | 3     | 5:00 | UFC 238                                                             | 08.06.2019 | Chicago     |                                                                                  |
| Przegrana | 10-2   | Tatiana Suarez (5-0)            | Poddanie (duszenie zza pleców) | 1     | 2:44 | UFC Fight Night: Maia vs. Usman                                     | 19.05.2018 | Santiago    |                                                                                  |
| Wygrana   | 9-2    | Randa Markos (7-4)              | Decyzja (niejednogłośna)       | 3     | 5:00 | UFC Fight Night: Pettis vs. Moreno                                  | 05.08.2017 | Meksyk      | Limit umowny -54 kg. Grasso przekroczyła limit umowny.                           |
| Przegrana | 9-1    | Felice Herrig (11-6)            | Decyzja (jednogłośna)          | 3     | 5:00 | UFC Fight Night: Bermudez vs. The Korean Zombie                     | 04.02.2017 | Houston     |                                                                                  |
| Wygrana   | 9-0    | Heather Jo Clark (7-5)          | Decyzja (jednogłośna)          | 3     | 5:00 | The Ultimate Fighter Latin America 3 Finale: dos Anjos vs. Ferguson | 05.11.2016 | Meksyk      | Debiut w UFC.                                                                    |
| Wygrana   | 8-0    | Jodie Esquibel (5-1)            | Decyzja (jednogłośna)          | 3     | 5:00 | Invicta FC 18: Grasso vs. Esquibel                                  | 29.07.2016 | Kansas City | Bonus za występ wieczoru.                                                        |
| Wygrana   | 7-0    | Mizuki Inoue (8-3)              | Decyzja (jednogłośna)          | 3     | 5:00 | Invicta FC 11: Cyborg vs. Tweet                                     | 27.02.2015 | Los Angeles | Bonus za walkę wieczoru.                                                         |
| Wygrana   | 6-0    | Alida Gray (4-1)                | TKO (ciosy pięściami)          | 1     | 1:47 | Invicta FC 10: Waterson vs. Tiburcio                                | 05.12.2014 | Houston     |                                                                                  |
| Wygrana   | 5-0    | Ashley Cummins (3-2)            | Decyzja (jednogłośna)          | 3     | 5:00 | Invicta FC 8: Waterson vs. Tamada                                   | 06.09.2014 | Kansas City | Debiut w IFC.                                                                    |
| Wygrana   | 4-0    | Karina Rodriguez (1-0)          | Decyzja (jednogłośna)          | 3     | 5:00 | Xtreme Kombat 20                                                    | 31.08.2014 | Izcalli     |                                                                                  |
| Wygrana   | 3-0    | Alejandra Alvarez (0-0)         | TKO (kolana i ciosy pięściami) | 1     | 0:36 | Xtreme Kombat 20                                                    | 31.08.2014 | Izcalli     |                                                                                  |
| Wygrana   | 2-0    | Lupita Hernandez (0-0)          | KO (cios pięścią)              | 1     | 0:12 | Fight Hard Championship 3                                           | 11.05.2013 | Jalisco     |                                                                                  |
| Wygrana   | 1-0    | Sandra del Rincon (0-0)         | KO (cios pięścią)              | 1     | 0:15 | GEX: Old Jack’s Fight Night                                         | 19.12.2012 | Jalisco     | Debiut w zawodowym MMA                                                           |